# 卡珀尔坎热
卡珀尔坎热（法語：Kappelkinger，法語發音：[kapəlkɛ̃ʒe]）是法国摩泽尔省的一个市镇，属于萨尔格米讷区。

## 地理
卡珀尔坎热（48°58'16"N, 6°54'33"E）面积8.58 平方千米，位于法国大東部大區摩泽尔省，该省份为法国东北部内陆省份，是洛林的一部分，西南接默尔特-摩泽尔省，东临下莱茵省，北与卢森堡和德国接壤。
与卡珀尔坎热接壤的市镇（或旧市镇、城区）包括：勒瓦勒德盖布朗日、阿藏堡、伊尔斯普里什、安斯曼、内兰、小唐坎、维泰尔斯布尔。

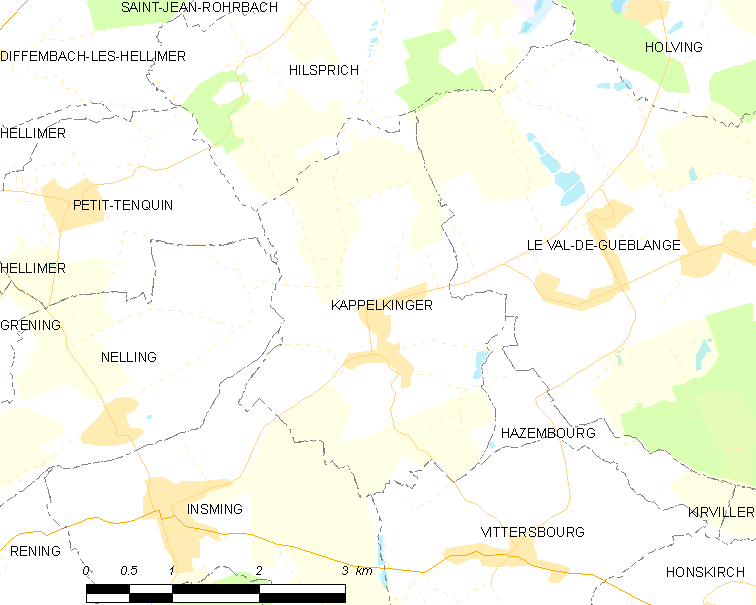
卡珀尔坎热的OSM定位图

卡珀尔坎热的时区为UTC+01:00、UTC+02:00（夏令时）。

## 行政
卡珀尔坎热的邮政编码为57430，INSEE市镇编码为57357。

## 政治
卡珀尔坎热所属的省级选区为萨拉尔布县。

## 人口

1962-2008年间卡珀尔坎热人口变化图示

卡珀尔坎热于2022年1月1日时的人口数量为421人。